# Hella (groupe)
Pour les articles homonymes, voir Hella.

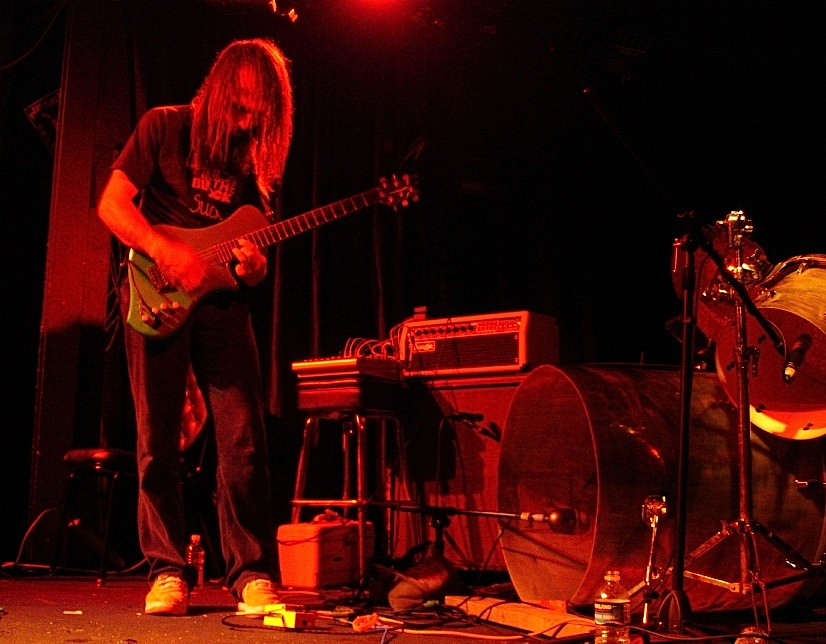
Spencer Seim, Hella live à The Echo, 22 juin 2006

Hella est un groupe de rock californien de Sacramento composé de Spencer Seim (guitare) & Zach Hill (batterie). Ces deux musiciens travaillent également sur d'autres projets de musique avant-gardiste, notamment avec The Advantage et Nervous Cop.

## Discographie
- Hold Your Horse Is (2002)
- Total Bugs Bunny on Wild Bass (2003)
- The Devil Isn't Red (2004)
- Church Gone Wild/Chirpin Hard (2005)
- There is no 666 in outer space (2007)
- Tripper (2011)

## Liens
- La page Bandcamp de Hella